# Listă de serii cu opt filme
Aceasta este o listă de serii cu opt filme.

Legenda:
- (A) – Serie de filme 100% animate
- (a) – Serie de filme care nu sunt 100% animate și conțin filme artistice ca sequel sau prequel
- (TV) – film de televiziune
- (V) – direct pe video
- (*) – serial TV atașat

## Serii
- American Pie
  1. American Pie (1999)
  2. American Pie 2 (2001)
  3. American Wedding (2003)
  4. American Pie Presents: Band Camp (2005) (V)
  5. American Pie Presents: The Naked Mile (2006) (V)
  6. American Pie Presents: Beta House (2007) (V)
  7. American Pie Presents: The Book of Love (2009) (V)
  8. American Reunion (2012)
- The Amityville Horror
  1. The Amityville Horror (1979)
  2. Amityville II: The Possession (1982) (prequel)
  3. Amityville 3-D (1983)
  4. Amityville 4: The Evil Escapes (1989) (TV)
  5. The Amityville Curse (1990) (V)
  6. Amityville 1992: It's About Time (1992) (V)
  7. Amityville: A New Generation (1993) (V)
  8. Amityville Dollhouse (1996) (V)
- Asterix (A)
  1. Asterix the Gaul (1967)
  2. Asterix and Cleopatra (1968)
  3. The Twelve Tasks of Asterix (1976)
  4. Asterix Versus Caesar (1985)
  5. Asterix in Britain (1986)
  6. Asterix and the Big Fight (1989)
  7. Asterix Conquers America (1994)
  8. Asterix and the Vikings (2006)
- The Aztec Mummy and the Wrestling Women
  1. The Aztec Mummy (1957)
  2. The Curse of the Aztec Mummy (1957)
  3. The Robot vs. The Aztec Mummy (1957)
  4. Rock n' Roll Wrestling Women vs. the Aztec Ape (1964)
  5. Wrestling Women vs. the Aztec Mummy (1964)
  6. She-Wolves of the Ring (1965)
  7. Las mujeres panteras (1967)
  8. Wrestling Women vs. The Robot (1969)
- Deep Throat
  1. Deep Throat (1972)
  2. Deep Throat Part II (1974)
  3. Deep Throat II (1987)*
  4. Deep Throat 3 (1989)
  5. Deep Throat 4 (1990)
  6. Deep Throat 5 (1991)
  7. Deep Throat 6 (1992)
  8. Inside Deep Throat (2005)
- Unrelated to the first sequel in the series.
- Children of the Corn
  1. Children of the Corn (1984)
  2. Children of the Corn II: The Final Sacrifice (1993)
  3. Children of the Corn III: Urban Harvest (1995)
  4. Children of the Corn IV: The Gathering (1996) (V)
  5. Children of the Corn V: Fields of Terror (1998) (V)
  6. Children of the Corn 666: Isaac's Return (1999) (V)
  7. Children of the Corn: Revelation (2001) (V)
  8. Children of the Corn: The Dweller (2011) (V)
- Faces of Death *
  1. Faces of Death (1979)
  2. Faces of Death II (1981)
  3. Faces of Death III (1985)
  4. The Worst of Faces of Death (1987)
  5. Faces of Death IV (1990)
  6. Faces of Death V (1995)
  7. Faces of Death VI (1996)
  8. Faces of Death: Fact or Fiction? (1999)
- The Fairly OddParents *
  1. The Fairly OddParents: Abra-Catastrophe! (2003) (TV)
  2. The Fairly OddParents: Channel Chasers (2004) (TV)
  3. The Fairly OddParents: School's Out! The Musical (2004) (TV)
  4. The Fairly OddParents: Fairy Idol (2006) (TV)
  5. Fairly OddBaby (2008) (TV)
  6. The Fairly OddParents Wishology: The Big Beginning (2009) (TV)
  7. The Fairly OddParents Wishology: The Exciting Middle Part (2009) (TV)
  8. The Fairly OddParents Wishology: The Final Ending (2009) (TV)
- The Flying Elephant and other tales
  1. The Flying Elephant (1925)
  2. Fisherman's Luck (1925)
  3. High Moon (1925)
  4. Love Honor and Oh Boy (1925)
  5. An Ice Boy (1925)
  6. Foam Sweet Foam (1925)
  7. Fire in Brimstone (1925)
  8. Gypping the Gypsies (1925)
- Frankenstein (Universal series)
  1. Frankenstein (1931)
  2. Bride of Frankenstein (1935)
  3. Son of Frankenstein (1939)
  4. Ghost of Frankenstein (1942)
  5. Frankenstein Meets the Wolfman (1943)
  6. House of Frankenstein (1944)
  7. House of Dracula (1945)
  8. Abbott and Costello Meet Frankenstein (1948)
- Halloween
  1. Halloween (1978)
  2. Halloween II (1981)
  3. Halloween III: Season of the Witch (1982)
  4. Halloween 4: The Return of Michael Myers (1988)
  5. Halloween 5: The Revenge of Michael Myers (1989)
  6. Halloween: The Curse of Michael Myers (1995)
  7. Halloween H20: 20 Years Later (1998)
  8. Halloween: Resurrection (2002)
- Harry Potter
  1. Harry Potter and the Philosopher's Stone (2001)
  2. Harry Potter and the Chamber of Secrets (2002)
  3. Harry Potter and the Prisoner of Azkaban (2004)
  4. Harry Potter and the Goblet of Fire (2005)
  5. Harry Potter and the Order of the Phoenix (2007)
  6. Harry Potter and the Half-Blood Prince (2009)
  7. Harry Potter and the Deathly Hallows – Part 1 (2010)
  8. Harry Potter and the Deathly Hallows – Part 2 (2011)
- Highlander ***
  1. Highlander (1986)
  2. Highlander II: The Quickening (1991)
  3. Highlander: The Gathering (1992) (TV) (pilot)
  4. Highlander III: The Sorcerer (1994)
  5. Highlander: The Adventure Begins (1994) (V) (animated)
  6. Highlander: Endgame (2000)
  7. Highlander: The Source (2006) (V)
  8. Highlander: The Search for Vengeance (2007) (V) (animated)
- Histoire(s) du cinéma
  1. Toutes les histoires (All the (Hi)stories) (1988)
  2. Une Histoire seule (A Single (Hi)story) (1989)
  3. Seul le cinéma (Only Cinema) (1997)
  4. Fatale beauté (Deadly Beauty) (1997)
  5. La Monnaie de l'absolu (The Coin of the Absolute) (1998)
  6. Une Vague Nouvelle (A New Wave) (1998)
  7. Le Contrôle de l'univers (The Control of the Universe) (1998)
  8. Les Signes parmi nous (The Signs Among Us) (1998)
- The Howling
  1. The Howling (1981)
  2. Howling II: Stirba - Werewolf Bitch (1985)
  3. Howling III (1987)
  4. Howling IV: The Original Nightmare (1988) (V)
  5. Howling V: The Rebirth (1989) (V)
  6. Howling VI: The Freaks (1991) (V)
  7. Howling: New Moon Rising (1995) (V)
  8. The Howling: Reborn (2011) (V)
- Huracán Ramírez
  1. Huracán Ramírez (1952)
  2. El Misterio de Huracán Ramírez (1962)
  3. El Hijo de Huracán Ramírez (1966)
  4. La Venganza de Huracán Ramírez (1967)
  5. Huracán Ramírez y la Monjita Negra (1973)
  6. De Sangre Chicana (1974)
  7. El Torito Puños de Oro (1979)
  8. Hurricane Ramirez Vs. the Terrorists (1989)
- Jerry Cotton
  1. Mordnacht in Manhattan (aka Manhattan Night of Murder) (1965)
  2. Schüsse aus dem Geigengasten (1965)
  3. Die Rechnung - eiskalt serviert (1966)
  4. Um Null Uhr schnappt die Falle zu (1966)
  5. Der Mörderclub von Brooklyn (1967)
  6. Tod im Roten Jaguar (1968)
  7. Dynamit in grüner Seide (1968)
  8. Todesschüsse am Broadway (1969)
- Jönssonligan
  1. Varning för Jönssonligan (1981)
  2. Jönssonligan och Dynamit-Harry (1982)
  3. Jönssonligan får guldfeber (1984)
  4. Jönssonligan dyker upp igen (1986)
  5. Jönssonligan på Mallorca (1989)
  6. Jönssonligan och den svarta diamanten (1992)
  7. Jönssonligans största kupp (1994)
  8. Jönssonligan spelar högt (2000)
- Ken Maynard and Hoot Gibson - The Trail Blazers
  1. Wild Horse Stampede (1943)
  2. The Law Rides Again (1943)
  3. Blazing Guns (1943)
  4. Death Valley Rangers (1943)
  5. Westward Bound (1944)
  6. Arizona Whirlwind (1944)
  7. Outlaw Trail (1944)
  8. Sonora Stagecoach (1944)
- Khiladi
  1. Khiladi (1992)
  2. Main Khiladi Tu Anari (1994)
  3. Sabse Bada Khiladi (1995)
  4. Khiladiyon Ka Khiladi (1996)
  5. Mr. and Mrs. Khiladi (1997)
  6. International Khiladi (1999)
  7. Khiladi 420 (2000)
  8. Khiladi 786 (2012)

- Kojak **
  1. The Marcus-Nelson Murders (1973)
  2. Kojak: The Belarus File (1985) (TV)
  3. Kojak: The Price of Justice (1987) (TV)
  4. Kojak: Ariana (1989) (TV)
  5. Kojak: Fatal Flaw (1989) (TV)
  6. Kojak: Flowers for Matty (1990) (TV)
  7. Kojak: It's Always Something (1990) (TV)
  8. Kojak: None So Blind (1990) (TV)
- Love Comes Softly
  1. Love Comes Softly (2003) (TV)
  2. Love's Enduring Promise (2004) (TV)
  3. Love's Long Journey (2005) (TV)
  4. Love's Abiding Joy (2006) (TV)
  5. Love's Unending Legacy (2007) (TV)
  6. Love's Unfolding Dream (2007) (TV)
  7. Love Takes Wing (2009) (TV)
  8. Love Finds a Home (2009) (TV)
- Marvel Cinematic Universe
  1. Iron Man (2008)
  2. The Incredible Hulk (2008)
  3. Iron Man 2 (2010)
  4. Thor (2011)
  5. Captain America: The First Avenger (2011)
  6. The Avengers (2012)
  7. Iron Man 3 (2013)
  8. Thor: The Dark World (2013)
- Mazurka
  1. Mazurka på sengekanten (1970)
  2. Tandlæge på sengekanten (1971)
  3. Rektor på sengekanten (1972)
  4. Motorvej på sengekanten (1972)
  5. Romantik på sengekanten (1973)
  6. Der må være en sengekant (1975)
  7. Hopla på sengekanten (1976)
  8. Sømænd på sengekanten (1976)
- Mexican Spitfire
  1. The Girl from Mexico (1939)
  2. Mexican Spitfire (1940)
  3. Mexican Spitfire Out West (1940)
  4. Mexican Spitfire's Baby (1941)
  5. Mexican Spitfire at Sea (1942)
  6. Mexican Spitfire Sees a Ghost (1942)
  7. Mexican Spitfire's Elephant (1942)
  8. Mexican Spitfire's Blessed Event (1943)
- My Little Pony ** (A)
  1. My Little Pony: The Movie (1986)
  2. My Little Pony: A Charming Birthday (2003) (V)
  3. My Little Pony: Dancing in the Clouds (2004) (V)
  4. My Little Pony: A Very Minty Christmas (2005) (V)
  5. My Little Pony: The Princess Promenade (2006) (V)
  6. My Little Pony: The Runaway Rainbow (2006) (V)
  7. My Little Pony: A Very Pony Place (2007) (V)
  8. My Little Pony: Pinkie Pie's Special Day (2008) (V)
- The Naked Brothers Band *
  1. The Naked Brothers Band: The Movie (2005) (TV)
  2. The Naked Brothers Band: Battle of the Bands (2007) (TV)
  3. The Naked Brothers Band: Sidekicks (2008) (TV)
  4. The Naked Brothers Band: Polar Bears (2008) (TV)
  5. The Naked Brothers Band: Mystery Girl (2008) (TV)
  6. The Naked Brothers Band: Operation Mojo (2008) (TV)
  7. The Naked Brothers Band: Naked Idol (2009) (TV)
  8. The Naked Brothers Band: The Premiere (2009) (TV)
- Naruto (Original and Shippuden series)
  1. Naruto the Movie: Ninja Clash in the Land of Snow
  2. Naruto the Movie 2: Legend of the Stone of Gelel
  3. Naruto the Movie 3: Guardians of the Crescent Moon Kingdom
  4. Naruto: Shippūden the Movie
  5. Naruto Shippūden 2: Bonds
  6. Naruto Shippūden 3: Inheritors of the Will of Fire
  7. Naruto Shippūden 4: The Lost Tower
  8. Naruto Shippūden 5: Blood Prison
- A Nightmare on Elm Street *
  1. A Nightmare on Elm Street (1984)
  2. A Nightmare on Elm Street 2: Freddy's Revenge (1985)
  3. A Nightmare on Elm Street 3: Dream Warriors (1987)
  4. A Nightmare on Elm Street 4: The Dream Master (1988)
  5. A Nightmare on Elm Street 5: The Dream Child (1989)
  6. Freddy's Dead: The Final Nightmare (1991)
  7. Wes Craven's New Nightmare (1994) (non-canon)
  8. Freddy vs. Jason (2003)
- Renfrew of the Royal Mounted *
  1. Renfrew of the Royal Mounted (1937)
  2. On the Great White Trail (1938)
  3. Fighting Mad (1939)
  4. Crashing Thru (1939)
  5. Yukon Flight (1940)
  6. Murder on the Yukon (1940)
  7. Danger Ahead (1940)
  8. Sky Bandits (1940)
- Robot Taekwon V
  1. Robot Taekwon V (1976)
  2. 로보트 태권V 우주작전 (1976)
  3. 로보트 태권V 수중특공대 (1977)
  4. 로보트 태권V 대 황금날개의 대결 (1978)
  5. 날아라! 우주전함 거북선 (1979)
  6. 슈퍼 태권V (aka Super Taekwon V) (1982)
  7. '84 태권V (1984)
  8. 로보트 태권V 90 (1990)
- Rusty
  1. The Adventures of Rusty (1945)
  2. The Return of Rusty (1946)
  3. For the Love of Rusty (1947)
  4. The Son of Rusty (1947)
  5. My Dog Rusty (1948)
  6. Rusty Leads the Way (1948)
  7. Rusty Saves a Life (1949)
  8. Rusty's Birthday (1949)
- Sengekanten
  1. Mazurka på sengekanten (1970)
  2. Tandlæge på sengekanten (1971)
  3. Rektor på sengekanten (1972)
  4. Motorvej på sengekanten (1972)
  5. Romantik på sengekanten (1973)
  6. Der må være en sengekant (1975)
  7. Hopla på sengekanten (1976)
  8. Sømænd på sengekanten (1976)
- Tarzan (1918 series)
  1. Tarzan of the Apes (1918)
  2. The Romance of Tarzan (1918)
  3. The Revenge of Tarzan (1920)
  4. The Son of Tarzan (1920)
  5. The Adventures of Tarzan (1921)
  6. Tarzan and the Golden Lion (1927)
  7. Tarzan the Mighty (1928)
  8. Tarzan the Tiger (1929)
- The Three Stooges ** (Moe, Larry and Curly-Joe)
  1. Have Rocket, Will Travel (1959)
  2. Stop! Look! and Laugh! (1960)
  3. Snow White and The Three Stooges (1961)
  4. The Three Stooges Meet Hercules (1962)
  5. The Three Stooges in Orbit (1962)
  6. The Three Stooges Go Around the World in a Daze (1963)
  7. The Outlaws IS Coming! (1966)
  8. The Three Stooges (2012)
- Turist Ömer (Ömer the Tourist)
  1. Turist Ömer (Ömer the Tourist) (1964)
  2. Aysecik - Cimcime Hanim (Aysecik: Naughty Lady) (1964)
  3. Turist Ömer dümenciler krali (1965)
  4. Turist Ömer Almanya'da (Ömer the Tourist in Germany) (1966)
  5. Turist Ömer Arabistan'da (1969)
  6. Turist Ömer Yamyamlar Arasinda (1970)
  7. Turist Ömer Boga Güresçisi (1971)
  8. Turist Ömer Uzay Yolunda (Ömer the Tourist in Star Trek) (1973)
- Ureme
  1. Thunder Hawk from Beyond (1986)
  2. Wuroemae from the Outside, Part II (1986)
  3. Operation of Alien Uremae (1987)
  4. Wuroemae 4: Thunder V Operation (1987)
  5. New Machine Uremae 5 (1988)
  6. The Third Generation Uremae 6 (1989)
  7. Ureme 7: The Return of Ureme (1992)
  8. Ureme 8: Esperman and Ureme 8 (1993)
- Ursus *
  1. Ursus (1961)
  2. La Vendetta di Ursus (The Revenge of Ursus) (1961)
  3. Ursus nella valle dei leoni (Ursus in the Valley of the Lions) (1961)
  4. Ursus e la regazza tartara (Ursus and the Tartar Girl) (1962)
  5. Ursus nella terra di fuoco (Ursus in the Land of Fire) (1963)
  6. Ursus il gladiatore rebelle (Ursus The Rebel Gladiator) (1963)
  7. Ursus il terrore dei kirghisi (Ursus, the Terror of the Kirghiz) (1964)
  8. Gli Invincibili Tre (The Invincible Three) (1964)
  9. Ercole, Sansone, Maciste e Ursus gli invincible (Hercules, Samson, Maciste and Ursus: the Invincibles) (1964)
- The Waltons *
  1. The Homecoming: A Christmas Story (1971) (TV)
  2. A Decade of the Waltons (1980) (TV)
  3. A Wedding on Walton's Mountain (1982) (TV)
  4. Mother's Day on Walton's Mountain (1982) (TV)
  5. A Day for Thanks on Walton's Mountain (1982) (TV)
  6. A Walton Thanksgiving Reunion (1993) (TV)
  7. A Walton Wedding (1995) (TV)
  8. A Walton Easter (1997) (TV)
- The Whistler
  1. The Whistler (1944)
  2. The Mark of the Whistler (1944)
  3. The Power of the Whistler (1945)
  4. Voice of the Whistler (1945)
  5. The Secret of the Whistler (1946)
  6. Mysterious Intruder (1946)
  7. The Thirteenth Hour (1947)
  8. The Return of the Whistler (1948)